# Ethel Thomson Larcombe
Pour les articles homonymes, voir Thomson.
 Ethel Warneford Thomson dite Ethel Thomson, née le 8 juin 1879 à Islington, Grand Londres et morte le 11 août 1965 à Budleigh Salterton, est une joueuse de tennis britannique du début du XXe siècle. Elle est aussi connue sous son nom de femme mariée, Ethel Thomson-Larcombe.
Elle a notamment remporté le tournoi de Wimbledon en simple dames en 1912 contre Charlotte Cooper et le double mixte deux ans plus tard, associée à James Cecil Parke.
Ethel Thomson était aussi une joueuse de badminton émérite.

## Palmarès (partiel)

### Titre en simple dames
| No | Date       | Nom et lieu du tournoi       | Catégorie | Surface      | Finaliste        | Score    |  |
| -- | ---------- | ---------------------------- | --------- | ------------ | ---------------- | -------- |  |
| 1  | 24/06/1912 | The Championships, Wimbledon | G. Chelem | Gazon (ext.) | Charlotte Cooper | 6-3, 6-1 |  |

### Finales en simple dames
| No | Date       | Nom et lieu du tournoi       | Catégorie | Surface      | Vainqueure        | Score         |  |
| -- | ---------- | ---------------------------- | --------- | ------------ | ----------------- | ------------- |  |
| 1  | ??/06/1903 | The Championships, Wimbledon | G. Chelem | Gazon (ext.) | Dorothea Douglass | 4-6, 6-4, 6-2 |  |
| 2  | 22/06/1914 | The Championships, Wimbledon | G. Chelem | Gazon (ext.) | Dorothea Douglass | 7-5, 6-4      |  |

### Finales en double dames
| No | Date       | Nom et lieu du tournoi      | Catégorie | Surface      | Vainqueures                    | Partenaire        | Score         |  |
| -- | ---------- | --------------------------- | --------- | ------------ | ------------------------------ | ----------------- | ------------- |  |
| 1  | 22/06/1914 | The Championships Wimbledon | G. Chelem | Gazon (ext.) | Agnes Morton Elizabeth Ryan    | Edith Hannam      | 6-1, 6-3      |  |
| 2  | 23/06/1919 | The Championships Wimbledon | G. Chelem | Gazon (ext.) | Suzanne Lenglen Elizabeth Ryan | Dorothea Douglass | 4-6, 7-5, 6-3 |  |
| 3  | 21/06/1920 | The Championships Wimbledon | G. Chelem | Gazon (ext.) | Suzanne Lenglen Elizabeth Ryan | Dorothea Douglass | 6-4, 6-0      |  |

### Titre en double mixte
| No | Date       | Nom et lieu du tournoi      | Catégorie | Surface      | Partenaire        | Finalistes                           | Score         |  |
| -- | ---------- | --------------------------- | --------- | ------------ | ----------------- | ------------------------------------ | ------------- |  |
| 1  | 22/06/1914 | The Championships Wimbledon | G. Chelem | Gazon (ext.) | James Cecil Parke | Marguerite Broquedis Anthony Wilding | 4-6, 6-4, 6-2 |  |

### Finale en double mixte
| No | Date       | Nom et lieu du tournoi      | Catégorie | Surface      | Vainqueures             | Partenaire        | Score         |  |
| -- | ---------- | --------------------------- | --------- | ------------ | ----------------------- | ----------------- | ------------- |  |
| 1  | 23/06/1913 | The Championships Wimbledon | G. Chelem | Gazon (ext.) | Agnes Tuckey Hope Crisp | James Cecil Parke | 3-6, 5-3, ab. |  |

## Parcours en Grand Chelem (partiel)
Si l’expression « Grand Chelem » désigne classiquement les quatre tournois les plus importants de l’histoire du tennis, elle n'est utilisée pour la première fois qu'en 1933, et n'acquiert la plénitude de son sens que peu à peu à partir des années 1950.

### En simple dames
| Année | - | - | Championnat de France | Championnat de France | Wimbledon | Wimbledon        | US National | US National |
| 1903  | - | - | -                     | -                     | Finale    | D. Douglass      | -           | -           |
| 1912  | - | - | -                     | -                     | Victoire  | Charlotte Cooper | -           | -           |
| 1914  | - | - | -                     | -                     | Finale    | D. Douglass      | -           | -           |

À droite du résultat, l’ultime adversaire.

### En double dames
| Année | - | - | Championnat de France | Championnat de France | Wimbledon           | Wimbledon            | US National | US National |
| 1914  | - | - | -                     | -                     | Finale Edith Hannam | Agnes Morton E. Ryan | -           | -           |
| 1919  | - | - | -                     | -                     | Finale D. Douglass  | S. Lenglen E. Ryan   | -           | -           |
| 1920  | - | - | -                     | -                     | Finale D. Douglass  | S. Lenglen E. Ryan   | -           | -           |

Sous le résultat, la partenaire ; à droite, l’ultime équipe adverse.

### En double mixte
| Année | - | - | Championnat de France | Championnat de France | Wimbledon            | Wimbledon               | US National | US National |
| 1913  | - | - | -                     | -                     | Finale James Cecil   | Agnes Tuckey Hope Crisp | -           | -           |
| 1914  | - | - | -                     | -                     | Victoire James Cecil | M. Broquedis A. Wilding | -           | -           |

Sous le résultat, le partenaire ; à droite, l’ultime équipe adverse.